# Př. n. l.
Česká zkratka př. n. l. znamená „před naším letopočtem“ a označují se jí všechny roky předcházející prvnímu roku křesťanského letopočtu. Jedná se o zkratku ateistického původu, pojem „před naším letopočtem“ je znám už v 19. století.
Českou křesťanskou variantou této zkratky je při stejném významu zkratka „př. Kr.“ znamenající „před Kristem“. Odpovídající zkratka v angličtině je BC (Before Christ), případně latinské Ante Christum Natum (před narozením Krista), které se zkracuje různě: A.C.N., a.C.n., a.Ch.n. nebo ACN, případně se dokonce zkratka tvoří jen ze zkráceného Ante Christum: A.C. nebo AC.
Mezinárodní norma ISO 8601 používá pro označení let před naším letopočtem pouze záporné znaménko bez dalších zkratek.